# Lejkowo (województwo zachodniopomorskie)
Lejkowo (niem. Leikow, Kreis Schlawe in Pommern) – wieś w Polsce położona w województwie zachodniopomorskim, w powiecie sławieńskim, w gminie Malechowo.
W latach 1945–54 i 1973–1976 miejscowość była siedzibą gminy Lejkowo. W latach 1954–1972 wieś należała i była siedzibą władz gromady Lejkowo. W latach 1975–1998 miejscowość administracyjnie należała do województwa koszalińskiego.

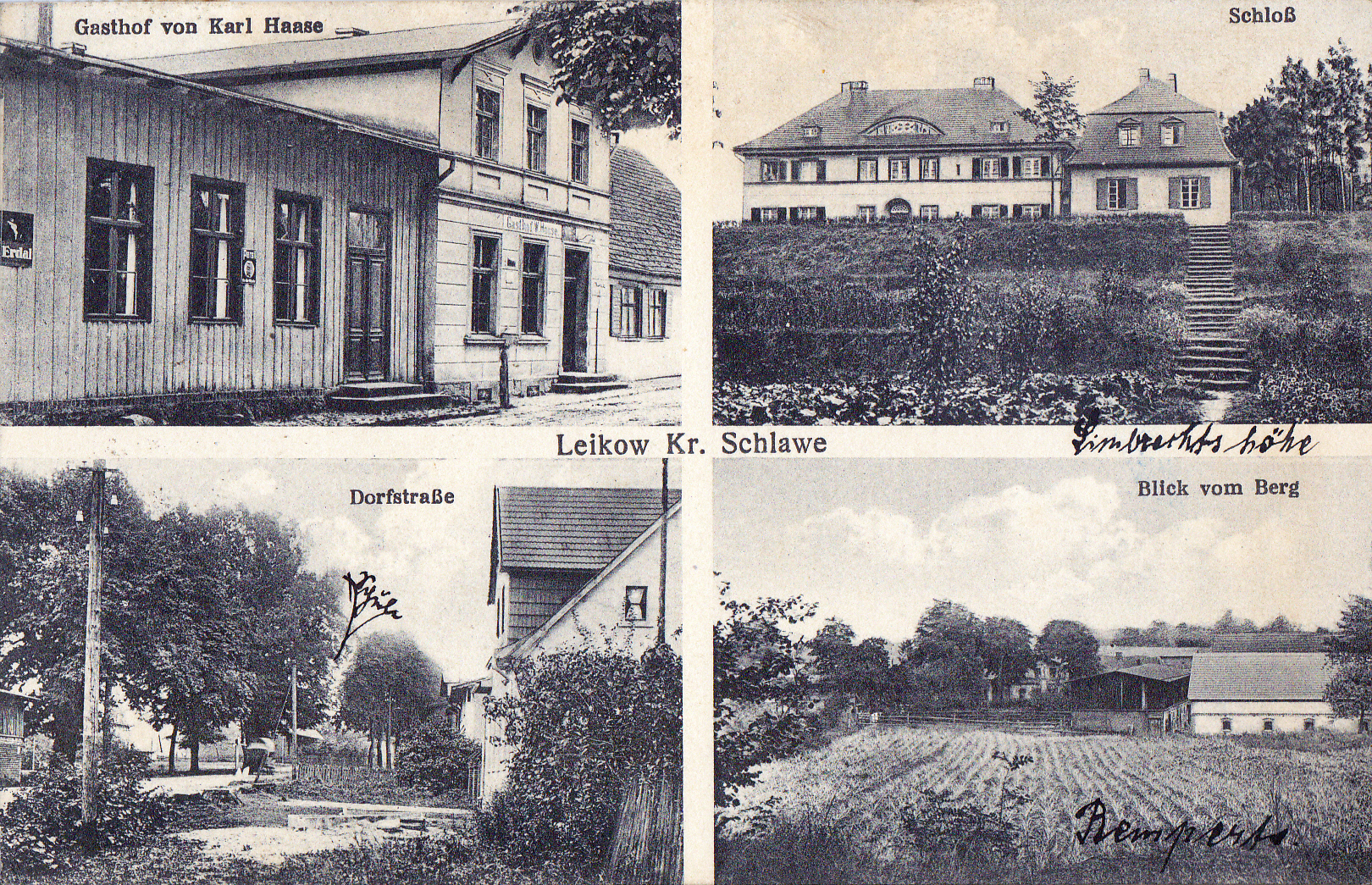
Lejkowo (niem.Leikow). Pocztówka wysłana 21 maja 1928 roku. Od góry: Gospoda Karla Haase; szkoła; droga wiejska; widok z pobliskiego wzniesienia. Wydawca: Photograph Georg Schier.